# Муфті-Джамі
Муфті-Джамі́ (крим. Müfti Cami) — соборна мечеть у Феодосії (Крим). Єдина збережена історична мусульманська культова споруда міста та околиць.
Протягом кінця XVIII — початку XX століття була Католицьким костелом Успіння Пресвятої Діви Марії.

## Історія
Збудована протягом 1623—1637 років турками за зразком османських мечетей. Із XVII — XVIII століття перед Муфті-Джамі знаходилося тюрбе, не збережене до нашого часу. Після захоплення Криму Російською імперією передана вірменам-католикам.
У 1975 році проведено реставрацію, в ході якої пам'ятці повернуто первісний вигляд (відновлено втрачену частину мінарету, усунуто тріщини, замінено вікна, двері, підлогу, покрівлю та внутрішню штукатурку). Після розпаду СРСР будівлю мечеті передали мусульманській громаді, з 1998 року в ній щоп'ятниці проходить намаз.
В 1990-х роках під стіни мечеті, тоді ще не повернутої кримськотатарській громаді міста, було привезено вцілілі надгробки з старого караїмського цвинтаря. Пізніше їх було перевезено до дачі Стамболі, де вони й знаходилися в квітні 2007 р.

## Архітектура
Чотирикутну в плані мечеть збудовано з бутового каменю з чергуванням цегляної кладки. Вхід до Муфті-Джамі фланковано нішами-міхрабами. Вікна споруди розташовано на двох рівнях, завершується великим куполом із 12-гранним світловим барабаном, що спирається на сферичні паруси.
До мечеті прилягає восьмигранний мінарет, складений із тесаного вапняка. Неподалік мечеті збереглися фрагменти старої бруківки та руїни турецьких лазень.
Попри те, що мечеть неодноразово перебудовувалася, по первинних деталях, що збереглися, можна говорити про вплив візантійських зразків і школи Синону, видатного турецького зодчого.

## Галерея

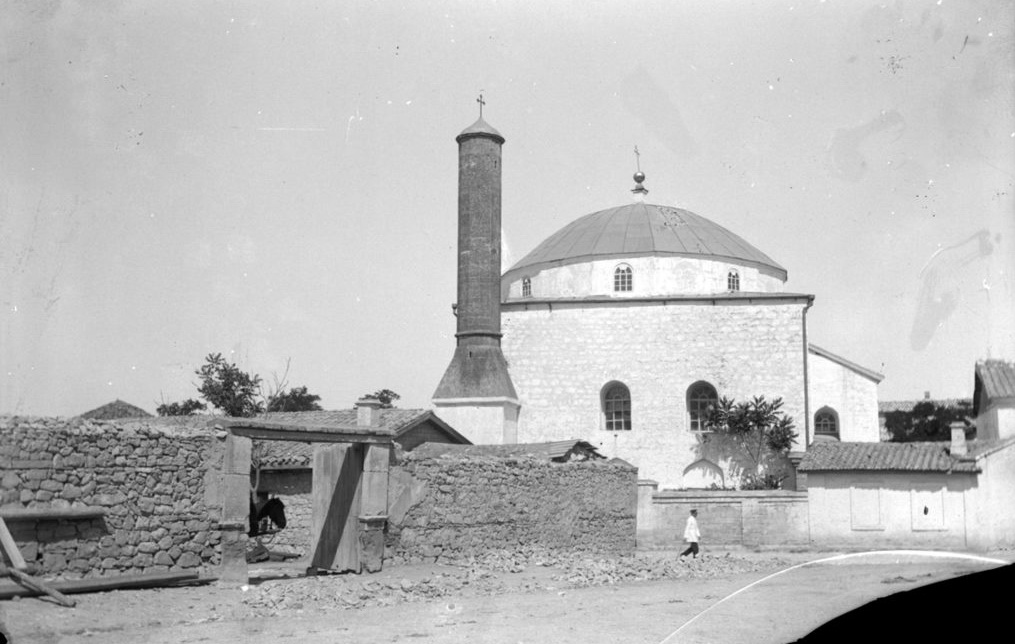
Мечеть Муфти-Джамі як Костел Успіння Пресвятої Діви Марії, 1897 рік
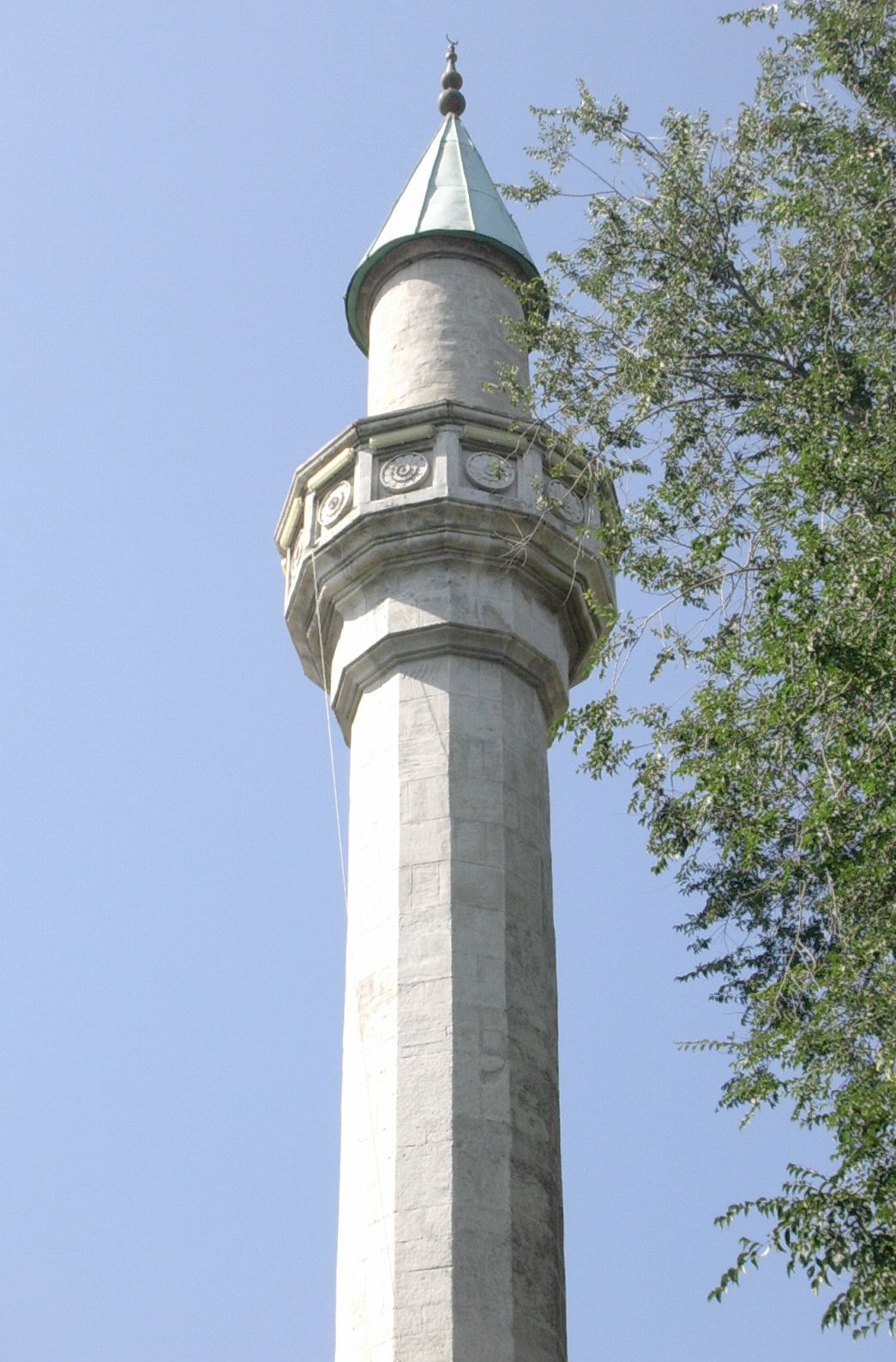
Мінарет
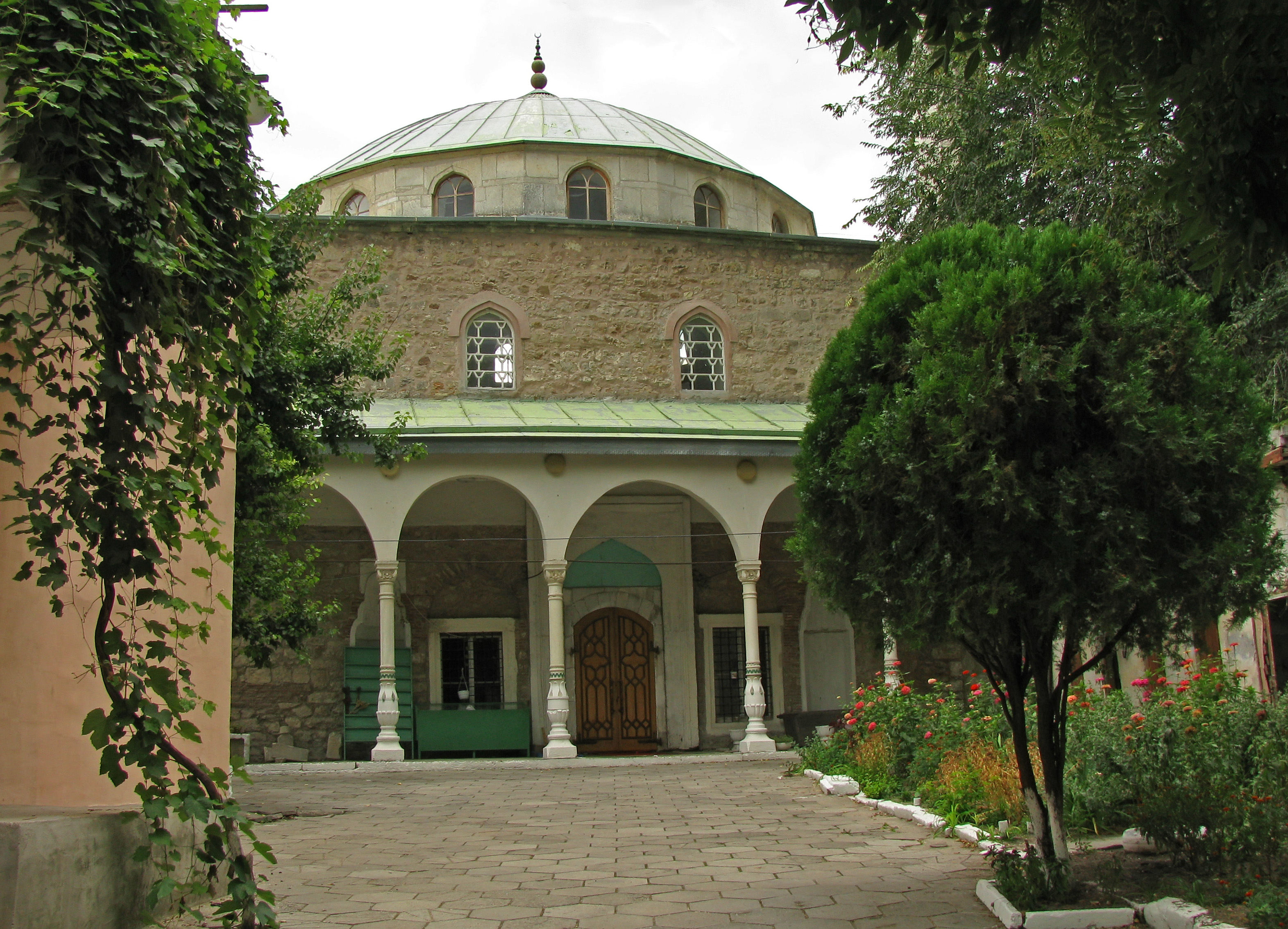
Вхід до мечеті
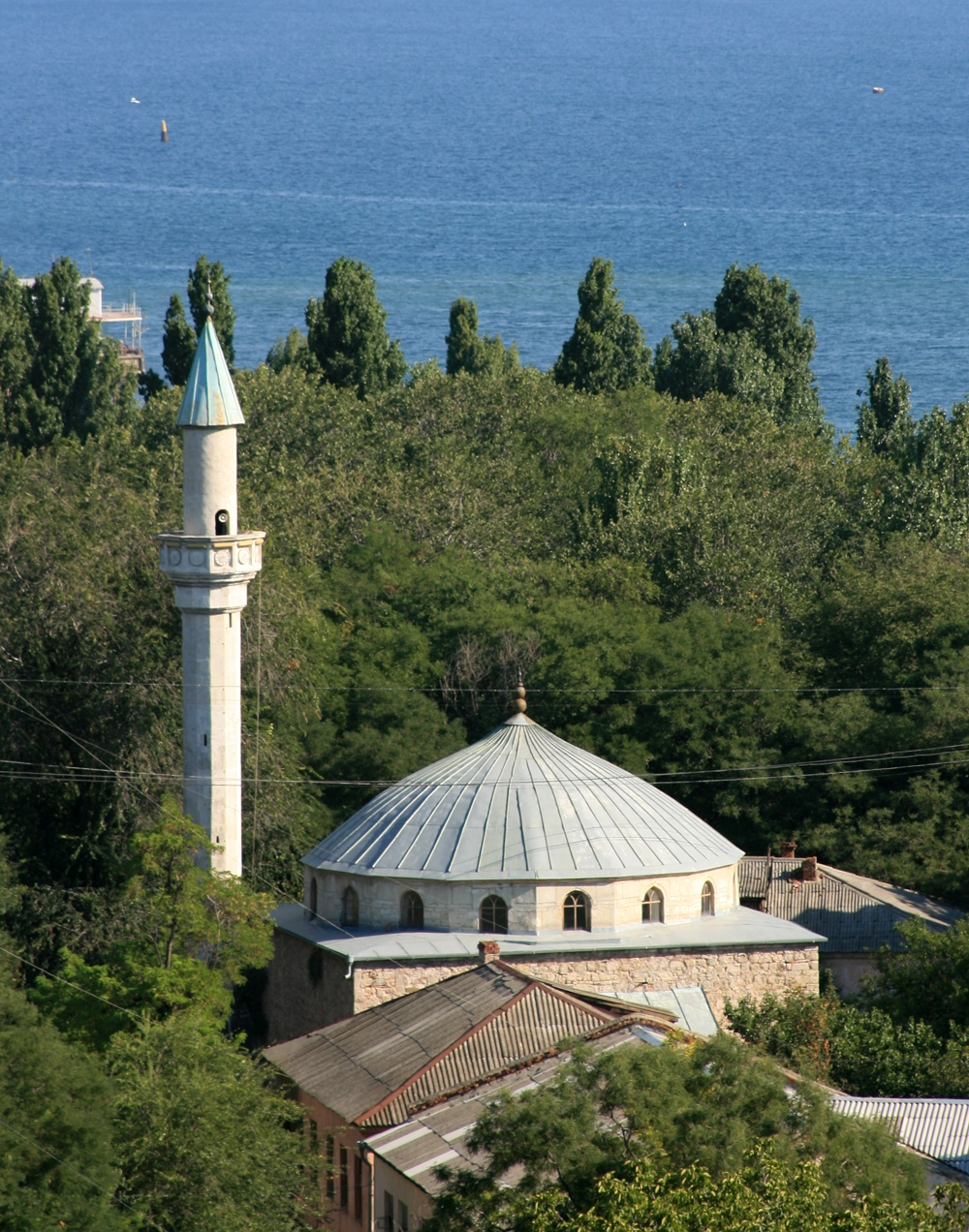
Мечеть Муфти-Джамі, 2008 рік
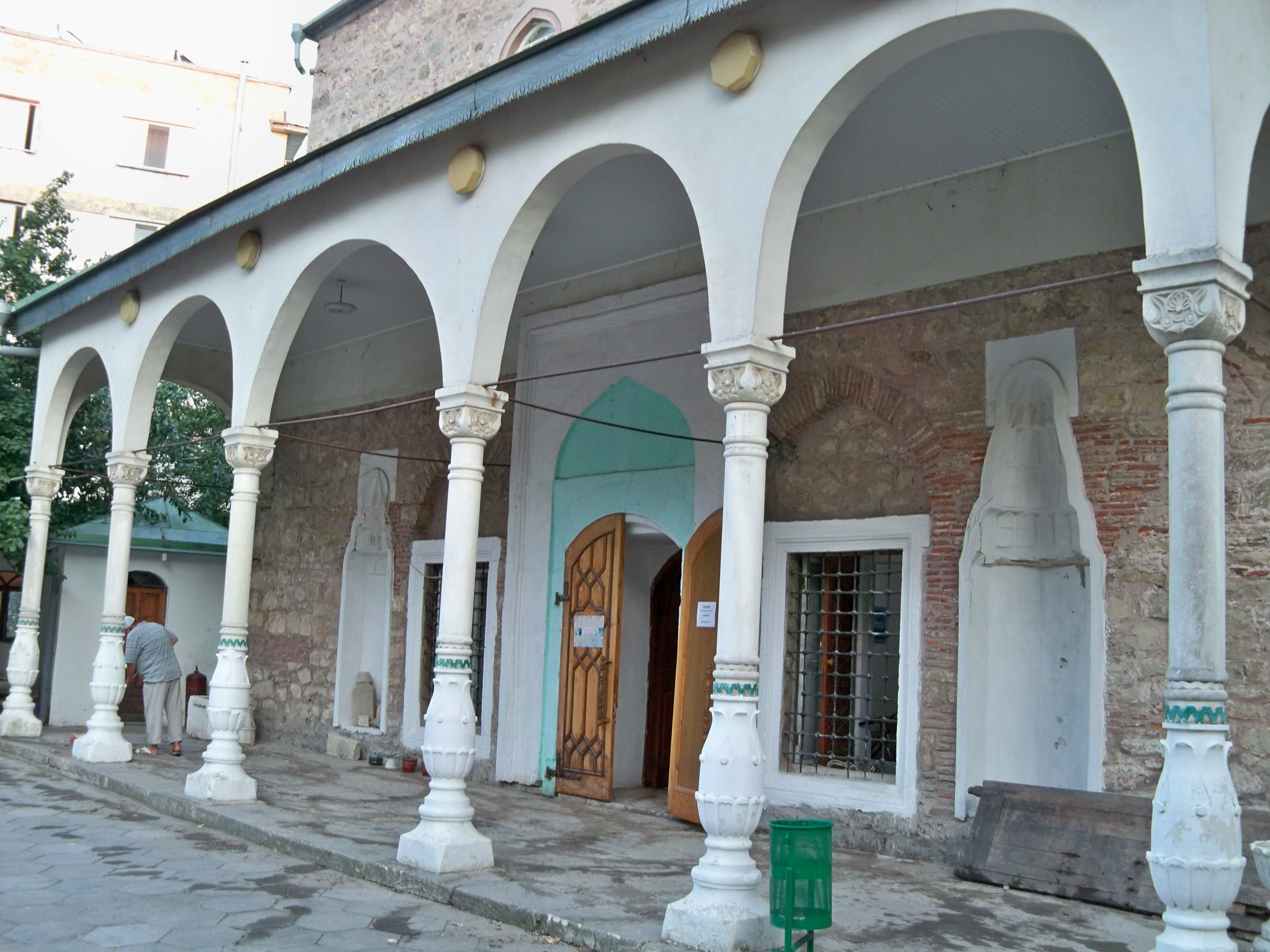
Мечеть Муфти-Джамі, Феодосія, вул. Караїмська, 1, 2012 рік